# A House Not Meant to Stand
A House Not Meant to Stand é a última peça escrita por Tennessee Williams. Foi produzido durante a temporada de 1981-82 no Goodman Theatre em Chicago por Gregory Mosher e publicado pela primeira vez em 2008 pela New Directions com prefácio de Gregory Mosher e introdução de Thomas Keith.

## Trama
Com o subtítulo A Gothic Comedy, a peça se passa durante o feriado de Natal na decadente casa de Cornelius e Bella McCorkle, em Pascagoula, Mississippi, que acabaram de enterrar seu filho mais velho, um homem gay que Cornelius baniu de casa anos antes. Durante uma tempestade violenta, o alcoólatra Cornelius, que já teve aspirações políticas, tenta fazer com que Bella, que sofre de demência leve, revele onde escondeu a quantia considerável de dinheiro que herdou de seu avô, que acumulou riqueza fabricando e vendendo bebida alcoólica ilegal. Quando ela se recusa a cooperar, seu marido ameaça interná-la, assim como fez com sua filha Joanie. Quem vem em seu socorro é o negligente filho mais novo, Charlie, que voltou para casa acompanhado de sua noiva grávida e zelosamente religiosa, Stacey.

## História
A peça é derivada de uma peça de um ato intitulada Some Problems for the Moose Lodge (publicada em 2011 em The Magic Tower & Other One-Act Plays) que foi encenada — junto com A Perfect Analysis Given by a Parrot e The Frosted Glass Coffin — sob o título geral Tennessee Laughs pelo Goodman Theatre em 1980. O diretor Gary Tucker e o diretor artístico de Goodman, Gregory Mosher, pediram a Williams que expandisse a peça para uma peça completa. O dramaturgo retornou para sua casa em Key West e começou a trabalhar no que agora era chamado de A House Not Meant to Stand, um título sugerido por um assistente de produção em Tennessee Laughs. Williams a chamou de "sonata fantasmagórica do Southern Gothic", uma referência deliberada a uma peça de August Strindberg conhecida como The Ghost Sonata em sua tradução para o inglês. A casa em ruínas era uma metáfora para a sociedade contemporânea, enquanto os personagens eram tirados da família Williams, principalmente seu pai Cornelius, sua tia Belle, seu avô paterno e seu irmão Dakin. A peça estreou no final de abril de 1982 no Goodman, onde fez negócios respeitáveis até o final de maio. A Time, chamando-a de "uma rica coleção de personagens marcados", disse que foi a melhor peça que Williams escreveu em uma década.
Williams recebeu uma comissão de US$ 15.000 para escrever uma nova peça para o New World Festival of the Arts, realizado de 4 a 26 de junho de 1982 em Miami. Sua oferta original, chamada Now, the Cats with Jeweled Claws, foi rejeitada, aparentemente por ser muito curta. Como substituto, A House Not Meant to Stand foi transferida, com sua produção intacta, do Goodman Theatre de Chicago. Ao analisar a peça de Miami para o The Boston Phoenix, Carolyn Clay comentou que "O que torna A House Not Meant To Stand tão instável é que, embora o autor pretenda que seja engraçado, até mesmo grotesco, ele não consegue esculpir sua doçura amarga mais do que seu próprio coração. ... Embora Williams mantenha sua habilidade de escrever poesia para o palco apoiada por diálogos nítidos e excêntricos, ele parece ter perdido suas habilidades de carpinteiro. É uma coisa boa que esta casa não seja feita para ficar de pé, pois seria necessário um arranha-céu de concreto para acomodar tudo o que Williams colocou nela."